# Петербуршке приче (збирка приповетака)
Петербуршке приче (рус. Петербургские повести) је заједнички наслов збирке од пет прича Николаја Гогоља, уједињене заједничким местом радње - Санкт Петербургом у периоду од 1830-их до 1840-их.
Петербуршке приче су посебна етапа у Гогољевом делу; историчари књижевности говоре о другом, „петербуршком“, периоду његовог деловања.
У свакој петербуршкој причи, главни лик је службеник или уметник, а постоји и једна особа која се осећа искљученом из опште норме, нестаје и умире. 

## Историја стварања
Дела су писана у различито време: приче „Невски проспект“ и „Портрет“ су написане 1833-1834 , "Белешке лудака" је написана 1834 . Прича " Нос " је написана 1832-1833, први пут објављена у часопису Савременник који је издавао Пушкин 1836. године након што је часопис Московски посматрач одбио да објави причу, називајући је "лошом, вулгарном и тривијалном".
Друго издање Портрета, значајно ревидирано објављено је 1841-1842, први пут је објављено у часопису Савременник 1842. године. Прича „ Шињел “ написана је 1836-1842 . Године 1842. Гогољ га је први пут објавио, укључујући у трећи том свог првог Сабраног дела, које је назвао „Приче“, заједно са „Петербуршким“ и још два „непетербуршка“ дела – приповеткама „Рим“. " и "Кочија" .
Већ у 19. веку се усталила пракса да се пет прича назове „Петербургим“. Познати Гогољев биограф В.И. Шенрок је један од делова своје „Грађе за биографију Гогоља“ (1832-1839) насловио: „Гогољеве петербуршке приповетке“. У совјетско време, петербуршке приче су први пут објављене 1924. као посебна књига. Иако постоје публикације у којима се штампају „Петербуршке приче”, по намери аутора, заједно са „Кочијом” и „Римом”, а понекад носе општеприхваћени назив „Петербуршке приче”, или, по правилу, једноставно „Приче„. У тако разноврсним верзијама приче се до данас штампају у Русији и иностранству.

## Хронолошки оквир
Приче су писане током 1830-их и 1840-их. Године 1835. објављене су приповетке „Белешке луђака”, „Невски проспект”, „Портрет” (значајно ревидирана верзија ове приче објављена је 1842. године), од којих је већина написана годину или две раније. Следеће 1836. године објављена је новела Нос, а 1842. Шињел.